# José María de Palermo
Fray José María de Palermo, nacido Vincenzo Diliberto (Palermo, 1 de febrero de 1864 - Sortino, 1 de enero de 1886), fue un religioso italiano, de la Orden de los Frailes Menores Capuchinos (OFMCap.), de quien está en curso la causa di beatificación y canonización. Es considerado por la Iglesia católica Siervo de Dios. 

## Biografía
Nació en Palermo el 1 de febrero de 1864, hijo de Nicolò, ingeniero civil, y de Rosa, ama de casa. Recibió su primera comunión, en 1871, a los siete años, en la iglesia de San Francisco de Asís. La muerte prematura de su madre, cuando Vincenzo tenía solo once años, contribuyó a acentuar su carácter inquieto. Su padre acudió en vano a algunos prestigiosos colegios de la ciudad de uno de los cuales, el Instituto Randazzo, fue expulsado definitivamente por mala conducta, tildado de espíritu rebelde e incorregible. A los quince años, tras un lento trabajo interior, gracias a la amistad y la dirección espiritual que vivió en el Colegio San Rocco, Vincenzo inició un paulatino camino de "conversión". A la apatía y las bromas sustituyó las prácticas de piedad que tenían como culminación la frecuencia de los sacramentos y, en particular, la adoración al Santísimo Sacramento, tanto que se convirtió en un alumno modelo.
Pronto sintió el deseo de abrazar la vida sacerdotal, por lo que, habiendo obtenido la aprobación paterna, el 5 de junio de 1881 ingresó en el Seminario Arzobispal de Palermo, precedido por la fama de "converso". Durante los cuatro años de su estancia en el seminario, el amor de Vincenzo por la Eucaristía creció hasta el punto de idear, a través de un juego de espejos, poder ver el tabernáculo desde la sala de física y así poder estar en oración día y noche, escapando de miradas curiosas.
El 31 de agosto de 1884, el ahora seminarista de veinte años se retiró, por consejo de su confesor y director espiritual, durante dos meses en la soledad del convento franciscano de Baida, entonces deshabitado, en vista de la elección de una Orden religiosa en la que vivir su vida espiritual. A su regreso de Baida, un encuentro con un joven fraile capuchino, recién llegado de su año de noviciado en el convento de Sortino, puso fin a sus dudas eligiendo la Orden de los Hermanos Menores Capuchinos.
Después de una resistencia inicial por parte de su padre, habiendo obtenido su permiso, Vincenzo, en enero de 1885, se fue con su hermano Silvestro a Sortino. Recibido por el ministro provincial P. Eugenio Scamporlino, el 14 de febrero de 1885 recibe el hábito de novicio capuchino y el nuevo nombre: "Fray José María de Palermo", comenzando así el año de prueba. En una carta a su padre, fray José no ocultaba su "gran alegría" al llevar el hábito de la pobreza y de practicar todas las observancias requeridas en un noviciado capuchino.
El austero nivel de vida pronto chocó con la salud del joven que, ya en noviembre de 1885, padecía los inequívocos síntomas de una neumonía que lo llevaría a la muerte en poco tiempo.
Fray José María de Palermo murió en Sortino, en el convento-noviciado de los capuchinos, a las 0:30 horas del 1 de enero de 1886.

## Después de la muerte
La noticia del fallecimiento, con fama de santidad, del joven novicio capuchino de Palermo se difundió rápidamente y muchos acudieron, primero al convento y luego a la iglesia, para expresarle su devoción. El cuerpo de fray José María permaneció expuesto durante tres días. El domingo 3 de enero de 1886 el cuerpo venerado fue acompañado por los frailes, el clero y la multitud al cementerio de la ciudad y el lunes 4 de enero se enterró en la tumba de los Capuchinos. Sólo a partir del 21 de octubre de 1928, los restos mortales del novicio con fama de santidad reposan en la iglesia del convento de las capuchinas de Sortino, con la autorización de la competente Sagrada Congregación de Ritos.

## Causa de beatificación
Dada la continua fama sanctitatis del joven novicio fray José María de Palermo, entre 1890 y 1908 tuvo lugar entre Palermo y Siracusa (diócesis del nacimiento y muerte del siervo de Dios) el proceso informativo que finalizó en 1913. El 13 de mayo de 1914 el Papa Pío X entregó el nulla osta para la introducción de la causa con el proceso apostólico, realizado entre 1914 y 1924.
Después de un largo período de estancamiento, en 2001, la Congregación para las Causas de los Santos nombró al supervisor para la redacción de la Positio super virtutibus. El 3 de marzo de 2013, a solicitud de la Congregación para las Causas de los Santos, la Arquidiócesis de Siracusa inició una Investigación complementaria sobre la continuidad de la reputación de santidad del siervo de Dios que finalizó con la reunión y el informe final del Tribunal Diocesano, en presencia del Arzobispo Salvatore Pappalardo, el 10 de mayo de 2016. El 17 de febrero de 2017, la Congregación para las Causas de los Santos dictó el Decreto de Validez Jurídica de la Investigación. El actual postulador de la Causa es el capuchino P. Vincenzo Criscuolo.